# CroBaskets Essen

CroBaskets je košarkaški klub Hrvata u Njemačkoj iz Essena. 

## Povijest
Tomislav Brekalo osnovao je KK Drazen Petrovic e.V. u Essenu. CroBaskets Essen e.V. osnovan je 13. travnja 2005. godine. Počeli su od najniže lige i borili su se s teškim financijskim uvjetima i uspjeli su. 2008. osvojili su prvenstvo najnižeg razreda Kreisligu i plasirati se u Bezirksligu. Osvojili su Kreispokal 2008. i 2009. godine. 
Sezone 2016./2017. plasirali su se u više ligu bez ijednog poraza u 20 utakmica.
Sezone 2017./2018. natječu se u 1. Kreisligi u kojoj su vodeća momčad s 19 pobjeda iz 20 utakmica.
Klub održava treninge u SH Frida-Levy-Gesamtschule. U klubu djeluje sekcija za seniore, juniore, juniorke, kadete te za najmlađe do 10 i do 8 godina.
U spomen na košarkašku legendu čije ime nosi KK Dražen Petrović, hrvatski klub iz Essena održava od 2006. memorijalni košarkaški turnir turnir hrvatskih košarkaških klubova turnir Dražen Petrović ("Drazen Petrovic Turnier"). Dosadašnji sudionici bili su još, KK Komusina Haiterbach, KK Croatia Berlin, KK Croatia Frankfurt, Zrinski Waiblingen  Arhivirana inačica izvorne stranice od 4. siječnja 2018. (Wayback Machine), Croatia Freundenstadt, KK Bevanda Zurich  Arhivirana inačica izvorne stranice od 17. prosinca 2014. (Wayback Machine) i Croatia Bonn. Cilj turnira promicanje je fair-playa. Na turniru Drazen Petrovic svi sudionici su pobjednici.

## Vanjske poveznice
- CroBaskets Satzung - Statut (na njemačkome)
- Facebook - CroBaskets (na njemačkome)
- Youtube - Memorijalni Turnir Drazen Petrovic
- Kroatischer Weltkongress in Deutschland 7. Drazen Petrovic Gedenkturnier